# Cerro Jankho Chuto
Cerro Jankho Chuto är ett berg i Bolivia.   Det ligger i departementet Oruro, i den sydvästra delen av landet, 300 km väster om huvudstaden Sucre. Toppen på Cerro Jankho Chuto är 4 457 meter över havet, eller 110 meter över den omgivande terrängen. Bredden vid basen är 1,6 km.
Terrängen runt Cerro Jankho Chuto är huvudsakligen kuperad. Trakten runt Cerro Jankho Chuto är nära nog obefolkad, med mindre än två invånare per kvadratkilometer.. Närmaste större samhälle är La Rivera, 9,3 km sydväst om Cerro Jankho Chuto. 
Omgivningarna runt Cerro Jankho Chuto är i huvudsak ett öppet busklandskap.